# Peter Gordeno

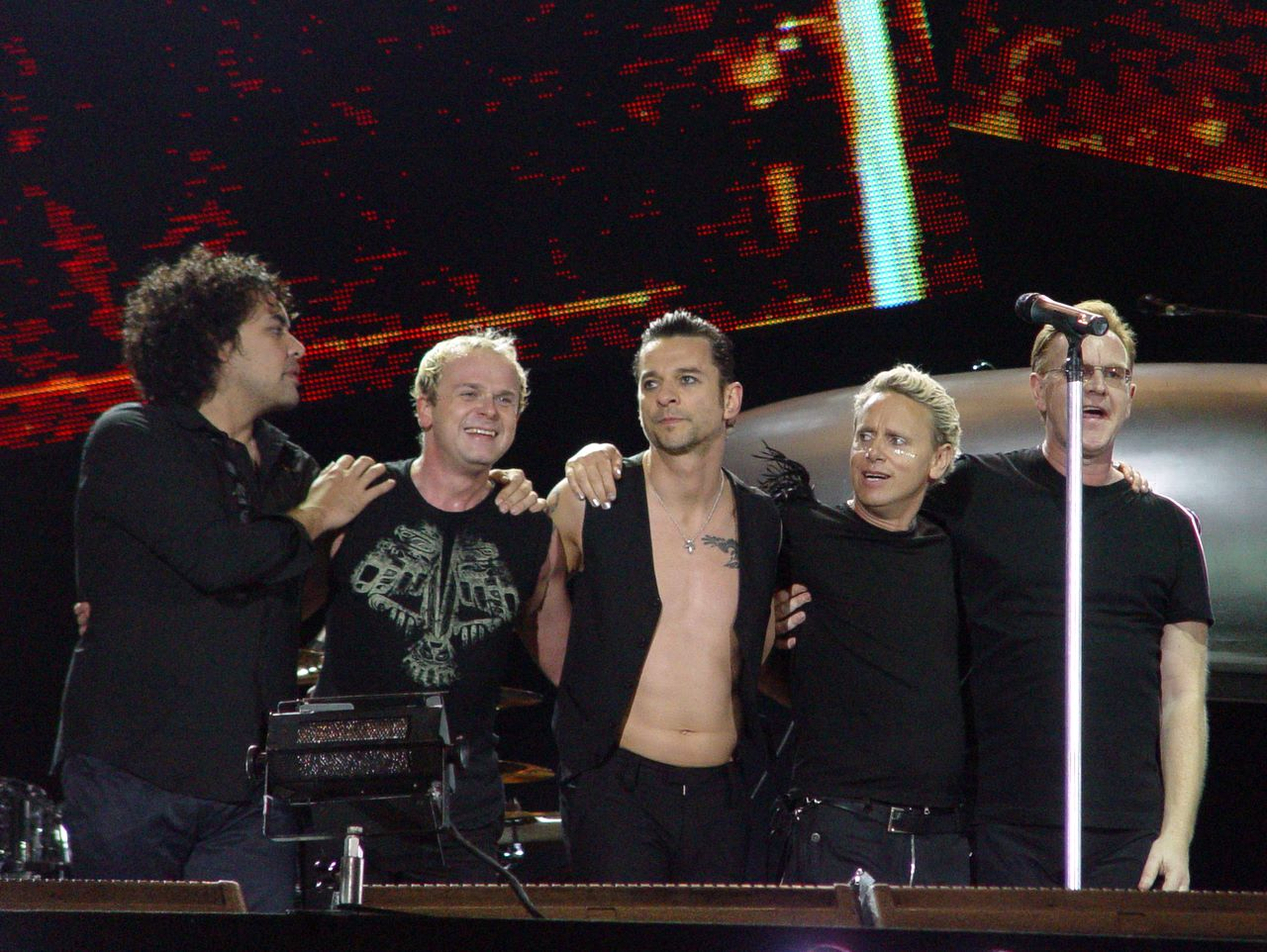
Peter Gordeno (links) mit Depeche Mode (2006)

Peter Gordeno (* 20. Februar 1964 in Kensington, London, England) ist ein  britischer Songschreiber und Produzent, der seit 1998 mit der Gruppe Depeche Mode bei Live-Auftritten spielt. Er spielt anstelle des ehemaligen Bandmitglieds Alan Wilder die Keyboards. Gordeno und Andrew Phillpott nahmen als Backgroundsänger bei Martin Gores Tour A Night with Martin L. Gore im Jahr 2003 teil. Sein Vater ist der Choreograph und Tänzer Peter Gordeno, seine Mutter ist Angela Wallace. Gordeno hat eine Schwester und einen Bruder.
Seit Anfang der 1990er Jahre ist Gordeno als Songschreiber, Produzent, Musiker und begleitender Sänger an verschiedenen Singles und Alben mehrerer Künstler der Pop-Szene beteiligt.
Er war der musikalische Leiter im Lied „Miss Sarajevo“ aus dem Projekt Songs from the Last Century von George Michael.
Gordeno schrieb zusammen mit Dave Gahan und Christian Eigner den 2023 auf dem Depeche-Mode-Album Memento Mori veröffentlichten Musiktitel Before We Drown.